# League Cup 1983/84
Der League Cup 1983/84 war die 24. Austragung des seit 1960 existierenden englischen League Cup.
Der Wettbewerb startete am 29. August 1983 mit der Ersten Runde und endete am 28. März 1984 mit dem Finale in Wembley. Der Titel ging an den Titelverteidiger FC Liverpool, der den FC Everton im Finale mit 0:0 n. V. und 1:0 bezwang. Liverpool gewann damit nach 1981, 1982 und 1983 zum vierten Mal in Folge den englischen Ligapokal. Der FC Everton sicherte sich eineinhalb Monate nach der Finalniederlage im Ligapokal den Titel im FA Cup 1983/84 (2:0 gegen den FC Watford). Der FC Liverpool gewann neben dem Ligapokal die Meisterschaft in der First Division 1983/84 und den Titel im Europapokal der Landesmeister 1983/84.

## Erste Runde
|                    | Gesamt          |                     | Hinspiel | Rückspiel |
| ------------------ | --------------- | ------------------- | -------- | --------- |
| Aldershot Town     | 6:3             | Leyton Orient       | 3:1      | 3:3       |
| FC Blackpool       | 3:4             | FC Walsall          | 2:1      | 1:3       |
| Bolton Wanderers   | 3:3 (0:2 i. E.) | Chester City        | 3:0      | 0:3 n. V. |
| AFC Bournemouth    | 3:4             | Bristol Rovers      | 1:2      | 2:2       |
| Bradford City      | 1:2             | Sheffield United    | 0:1      | 1:1       |
| FC Brentford       | 4:2             | Charlton Athletic   | 3:0      | 1:2       |
| Colchester United  | (a)6:6(a)       | FC Reading          | 3:2      | 3:4 n. V. |
| Crewe Alexandra    | 5:3             | FC Burnley          | 1:0      | 4:3       |
| Crystal Palace     | 3:3 (2:4 i. E.) | Peterborough United | 3:0      | 0:3 n. V. |
| Exeter City        | 3:5             | Cardiff City        | 2:3      | 1:2       |
| FC Gillingham      | 1:6             | FC Chelsea          | 1:2      | 0:4       |
| Halifax Town       | 2:4             | FC Darlington       | 0:1      | 2:3       |
| Hereford United    | 4:5             | FC Portsmouth       | 3:2      | 1:3       |
| Hull City          | 1:3             | Lincoln City F.C.   | 0:0      | 1:3 n. V. |
| Mansfield Town     | 2:7             | Huddersfield Town   | 1:2      | 1:5       |
| FC Middlesbrough   | 1:1 (3:5 i. E.) | FC Chesterfield     | 0:1      | 1:0 n. V. |
| FC Millwall        | 5:1             | Northampton Town    | 3:0      | 2:1       |
| AFC Newport County | 2:4             | Torquay United      | 2:3      | 0:1       |
| Oxford United      | 2:1             | Bristol City        | 1:1      | 1:0       |
| FC Port Vale       | 8:2             | FC Wrexham          | 3:1      | 5:1       |
| Preston North End  | 1:0             | Tranmere Rovers     | 1:0      | 0:0       |
| AFC Rochdale       | 2:5             | Stockport County    | 0:3      | 2:2       |
| Rotherham United   | 1:0             | Hartlepool United   | 0:0      | 1:0       |
| Scunthorpe United  | 1:4             | Doncaster Rovers    | 1:1      | 0:3       |
| Southend United    | 5:6             | FC Wimbledon        | 1:0      | 4:6 n. V. |
| Swindon Town       | 2:4             | Plymouth Argyle     | 1:0      | 1:4       |
| Wigan Athletic     | 1:4             | FC Bury             | 1:2      | 0:2       |
| York City          | 2:3             | Grimsby Town        | 2:1      | 0:2 n. V. |

## Zweite Runde
|                         | Gesamt          |                      | Hinspiel | Rückspiel |
| ----------------------- | --------------- | -------------------- | -------- | --------- |
| Aldershot Town          | 3:8             | Notts County         | 2:4      | 1:4       |
| FC Brentford            | 1:8             | FC Liverpool         | 1:4      | 0:4       |
| Brighton & Hove Albion  | 5:4             | Bristol Rovers       | 4:2      | 1:2 n. V. |
| FC Bury                 | 01:12           | West Ham United      | 1:2      | 00:10     |
| Cambridge United        | 5:8             | FC Sunderland        | 2:3      | 3:4       |
| Cardiff City            | 0:3             | Norwich City         | 0:0      | 0:3       |
| Carlisle United         | 2:3             | FC Southampton       | 2:0      | 0:3 n. V. |
| FC Chesterfield         | 2:3             | FC Everton           | 0:1      | 2:2       |
| Grimsby Town            | 1:2             | Coventry City        | 0:0      | 1:2       |
| Derby County            | 0:7             | Birmingham City      | 0:3      | 0:4       |
| Doncaster Rovers        | 2:6             | FC Fulham            | 1:3      | 1:3       |
| Huddersfield Town       | 4:3             | FC Watford           | 2:1      | 2:2       |
| Ipswich Town            | 6:4             | Blackburn Rovers     | 4:3      | 2:1       |
| Leeds United            | 4:2             | Chester City         | 0:1      | 4:1       |
| Leicester City          | 2:2 (3:4 i. E.) | FC Chelsea           | 0:2      | 2:0 n. V. |
| FC Millwall             | 4:5             | West Bromwich Albion | 3:0      | 1:5       |
| Newcastle United        | 2:3             | Oxford United        | 1:1      | 1:2       |
| Plymouth Argyle         | 1:2             | FC Arsenal           | 1:1      | 0:1       |
| FC Portsmouth           | 4:5             | Aston Villa          | 2:2      | 2:3 n. V. |
| FC Port Vale            | 0:3             | Manchester United    | 0:1      | 0:2       |
| Queens Park Rangers     | 8:4             | Crewe Alexandra      | 8:1      | 0:3       |
| Rotherham United        | 4:3             | Luton Town           | 2:3      | 2:0 n. V. |
| Sheffield Wednesday     | 7:2             | FC Darlington        | 3:0      | 4:2       |
| Shrewsbury Town         | 4:3             | Sheffield United     | 2:1      | 2:2       |
| Stockport County        | 2:4             | Oldham Athletic      | 0:2      | 2:2       |
| Stoke City              | 2::1            | Peterborough United  | 0:0      | 2:1       |
| Swansea City            | 1:2             | Colchester United    | 1:1      | 0:1       |
| Torquay United          | 0:6             | Manchester City      | 0:0      | 0:6       |
| Tottenham Hotspur       | 4:3             | Lincoln City F.C.    | 3:1      | 1:2       |
| FC Walsall              | 3:0             | FC Barnsley          | 1:0      | 2:0       |
| FC Wimbledon            | 3:1             | Nottingham Forest    | 2:0      | 1:1       |
| Wolverhampton Wanderers | 2:4             | Preston North End    | 2:3      | 0:1       |

## Dritte Runde
|                   | Ergebnis |                        |
| ----------------- | -------- | ---------------------- |
| Aston Villa       | 3:0      | Manchester City        |
| Birmingham City   | 2:2      | Notts County           |
| FC Chelsea        | 0:1      | West Bromwich Albion   |
| Colchester United | 0:2      | Manchester United      |
| FC Everton        | 2:1      | Coventry City          |
| FC Fulham         | 1:1      | FC Liverpool           |
| Ipswich Town      | 3:2      | Queens Park Rangers    |
| Leeds United      | 1:1      | Oxford United          |
| Norwich City      | 0:0      | AFC Sunderland         |
| Preston North End | 0:2      | Sheffield Wednesday    |
| Rotherham United  | 2:1      | FC Southampton         |
| Stoke City        | 0:0      | Huddersfield Town      |
| Tottenham Hotspur | 1:2      | FC Arsenal             |
| FC Walsall        | 2:1      | Shrewsbury Town        |
| West Ham United   | 1:0      | Brighton & Hove Albion |
| FC Wimbledon      | 3:1      | Oldham Athletic        |

### Wiederholungsspiele
|                   | Ergebnis  |                 |
| ----------------- | --------- | --------------- |
| Notts County      | 0:0 n. V. | Birmingham City |
| FC Liverpool      | 1:1 n. V. | FC Fulham       |
| Oxford United     | 4:1       | Leeds United    |
| AFC Sunderland    | 1:2       | Norwich City    |
| Huddersfield Town | 0:2       | Stoke City      |

### 2. Wiederholungsspiele
|                 | Ergebnis  |              |
| --------------- | --------- | ------------ |
| FC Fulham       | 0:1 n. V. | FC Liverpool |
| Birmingham City | 0:0 n. V. | Notts County |

### 3. Wiederholungsspiel
|                 | Ergebnis |              |
| --------------- | -------- | ------------ |
| Birmingham City | 3:1      | Notts County |

## Vierte Runde
|                      | Ergebnis |                     |
| -------------------- | -------- | ------------------- |
| FC Arsenal           | 1:2      | FC Walsall          |
| Birmingham City      | 1:1      | FC Liverpool        |
| Ipswich Town         | 0:1      | Norwich City        |
| Oxford United        | 1:1      | Manchester United   |
| Rotherham United     | 1:0      | FC Wimbledon        |
| Stoke City           | 0:1      | Sheffield Wednesday |
| West Bromwich Albion | 1:2      | Aston Villa         |
| West Ham United      | 2:2      | FC Everton          |

### Wiederholungsspiele
|                   | Ergebnis  |                 |
| ----------------- | --------- | --------------- |
| FC Liverpool      | 3:0       | Birmingham City |
| Manchester United | 1:1 n. V. | Oxford United   |
| FC Everton        | 2:0 n. V. | West Ham United |

### 2. Wiederholungsspiel
|                   | Ergebnis  |               |
| ----------------- | --------- | ------------- |
| Manchester United | 1:2 n. V. | Oxford United |

## Fünfte Runde
|                     | Ergebnis |              |
| ------------------- | -------- | ------------ |
| Norwich City        | 0:2      | Aston Villa  |
| Oxford United       | 1:1      | FC Everton   |
| Rotherham United    | 2:4      | FC Walsall   |
| Sheffield Wednesday | 2:2      | FC Liverpool |

### Wiederholungsspiele
|              | Ergebnis |                     |
| ------------ | -------- | ------------------- |
| FC Everton   | 4:1      | Oxford United       |
| FC Liverpool | 3:0      | Sheffield Wednesday |

## Halbfinale
|              | Gesamt |             | Hinspiel | Rückspiel |
| ------------ | ------ | ----------- | -------- | --------- |
| FC Everton   | 2:1    | Aston Villa | 2:0      | 0:1       |
| FC Liverpool | 4:2    | FC Walsall  | 2:2      | 2:0       |

## Finale
| FC Liverpool                      | FC Liverpool | FC Everton | FC Everton |
| --------------------------------- | --- | --- | ---------- |
| FC Liverpool                      | \| 25. März 1984 in London (Wembley) \| \| Ergebnis: 0:0 n. V. \| \| Zuschauer: 100.000 \| | \| 25. März 1984 in London (Wembley) \| \| Ergebnis: 0:0 n. V. \| \| Zuschauer: 100.000 \| | FC Everton |
| FC Liverpool                      | Bruce Grobbelaar – Phil Neal, Alan Kennedy, Alan Hansen, Mark Lawrenson – Ronnie Whelan, Sammy Lee, Graeme Souness , Craig Johnston (91. Michael Robinson) – Kenny Dalglish, Ian Rush Cheftrainer: Joe Fagan | Neville Southall – Gary Stevens, John Bailey, Kevin Ratcliffe , Derek Mountfield – Peter Reid, Alan Irvine, Kevin Sheedy (45. Alan Harper) – Adrian Heath, Graeme Sharp, Kevin Richardson Cheftrainer: Howard Kendall | FC Everton |
| 25. März 1984 in London (Wembley) | | |            |
| Ergebnis: 0:0 n. V.               | | |            |
| Zuschauer: 100.000                | | |            |

## Wiederholungsspiel
| FC Liverpool                             | FC Liverpool | FC Everton | FC Everton |
| ---------------------------------------- | --- | --- | ---------- |
| FC Liverpool                             | \| 28. März 1984 in Manchester (Maine Road) \| \| Ergebnis: 1:0 (1:0) \| \| Zuschauer: 52.089 \|                                                                                      | \| 28. März 1984 in Manchester (Maine Road) \| \| Ergebnis: 1:0 (1:0) \| \| Zuschauer: 52.089 \| | FC Everton |
| FC Liverpool                             | Bruce Grobbelaar – Phil Neal, Alan Kennedy, Alan Hansen, Mark Lawrenson – Ronnie Whelan, Sammy Lee, Graeme Souness , Craig Johnston – Kenny Dalglish, Ian Rush Cheftrainer: Joe Fagan | Neville Southall – Gary Stevens, John Bailey, Kevin Ratcliffe , Derek Mountfield – Peter Reid, Alan Irvine (45. Andy King), Alan Harper – Adrian Heath, Graeme Sharp, Kevin Richardson Cheftrainer: Howard Kendall | FC Everton |
| FC Liverpool                             | 1:0 Graeme Souness (21.) | | FC Everton |
| 28. März 1984 in Manchester (Maine Road) | | |            |
| Ergebnis: 1:0 (1:0)                      | | |            |
| Zuschauer: 52.089                        | | |            |